# Ardices lacteatum
Ardices lacteatum är en fjärilsart som beskrevs av Butler 1878. Ardices lacteatum ingår i släktet Ardices och familjen björnspinnare. Inga underarter finns listade i Catalogue of Life.